# Egy ropi naplója: Rodrick a király (film)
Az Egy ropi naplója: Rodrick a király (eredeti cím: Diary of a Wimpy Kid: Rodrick Rules) 2022-ben bemutatott amerikai–kanadai 3D-s számítógépes animációs filmvígjáték, amelyet Luke Cormican rendezett, Jeff Kinney azonos című regénye alapján. A 2021-es  Egy ropi naplója című film folytatása.
Amerikában és Magyarországon 2022. december 2-án a Disney+ mutatta be. A Disney Channel 2024. április 6-án mutatja be.

## Cselekmény
Greg szülei elárulják, hogy elutaznak a hétvégére, és magukkal viszik Mannyt is. Rodrick ezt kihasználja, és közli Greggel, hogy közös bulit rendeznek, emlékeztetve őt a Heffley testvérekre. Rodrick elküldi a telefonján a "buli szövegét", és megmondja Gregnek, hogy hozza át a "barátait". Greg áthívja Rowley-t, hogy segítsen, de végül mindketten elvégzik a munkát, míg Rodrick csak ül és rendez. Bezárja őket a pincébe, miután azt mondja nekik, hogy szerezzenek egy plusz asztalt. Greg meglazítja a kilincset, és "zsarolásként" fényképeket készít a buliról. Reggel kiengedik őket, és Rowley hazaszalad, míg Greg szembesíti Rodrickot a történtek miatt. Hirtelen hívást kapnak az édesanyjuktól, Susantól, aki közli velük, hogy Manny megbetegedett, és azonnal hazajönnek. Rodrick felszólítja Greget, hogy takarítson ki, de Greg nem hajlandó. Rodrick végül ráveszi Greget, hogy meggondolja magát, és gyorsan kitakarítja a házat. Amikor azt hiszik, hogy végeztek, a fürdőszoba ajtaja kicsúszik, és a "Rodrick szabályok" felirat olvasható, éppen akkor, amikor Susan, Frank és Manny megérkezik. A testvérek gyorsan eltávolítják a fürdőszoba ajtaját Rodrick szobájába, és pánikba esve kicserélik Rodrick ajtaját a fürdőszobai ajtóra.
Az esetet követően Frank ráveszi a két fiút, hogy gereblyézzék a leveleket. Greg azt követeli, hogy Rodrick adjon neki tanácsot, cserébe azért, hogy segít feltakarítani a bulit. Rodrick beadja a derekát, és elmondja neki a "Rodrick-szabályait", amelyek arról szólnak, hogy erőfeszítés nélkül kell elvégezni a dolgokat. A levelek gereblyézése után Greg hamar türelmetlen lesz, de megnyugszik, amikor Rodrick megtanítja őt dobolni. Greg találkozik a zenekari társaival, akik közül az egyik valójában egy harmincas éveiben járó férfi, Bill, és akik egy tehetségkutató versenyre készülnek. Greg is részt vesz rajta, de Rowley-nak segít a bűvészmutatványával, amiről nem hiszi, hogy nagy sikert aratna. Frank arra gyanakszik, hogy a fiúk titkolnak valamit, de Susan örül, hogy jól kijönnek egymással. Amikor Frank rákérdez, hogy Rodrick "fürdőszoba ajtaja" nem záródik, Greg elkendőzi, és azt állítja, hogy véletlenül túl erősen csapta be, ami megmagyarázza, miért nem záródik rendesen. Frank és Susan ismét elutaznak a hétvégére, de ezúttal a fiúkat a nagypapával hagyják az idősek otthonában. Nagyapa elmondja Gregnek, hogy tudja, hogy ő és Rodrick nem akartak eljönni, de csodálja, hogy együtt lógnak, amit Frank nem tesz meg a testvéreivel.
Greg dühösen felfedi Rodrick előtt a zsarolást, és követeli, hogy fizesse ki a pénzt. Rodrick ad 200 dollárt, de véletlenül összefut Susannal, aki látja a fotókat, és Frankkel együtt megbünteti mindkét fiút. Rodrick egyik büntetése különösen az, hogy nem léphet fel a tehetségkutatón. Amikor Greg elmondja Rodricknak, hogy erre nem számított, Rodrick dühösen közli, hogy soha nem történt volna meg, ha nem "köp be". Bosszúból Rodrick elárulja, hogy lefényképezte a Greg naplójában lévő képeket a vécés incidensről, és megfenyegeti, hogy elküldi a barátainak. Rowley véletlenül elküldi a képeket. Greg meglepetésére az iskolában úgy csavarodott a történet, hogy Greg megnyerte a fődíjat egy bingóversenyen, és nagyot lépett, így népszerűvé vált. Löded Diper megkörnyékezi Greget, hogy legyen az új dobosuk, mivel a helyettes dobosuk, Larry imádja a bűvészetet, és nem bánná, ha helyet cserélhetne vele.
Greg megkérdőjelezi, hogy doboljon-e vagy sem, de miután Rodrick tesz neki egy fanyar megjegyzést, beleegyezik. Miután látja, hogy Rodrick feldúltan távozik a műsorból, Greg kimegy, hogy beszéljen vele, és elmagyarázza neki, hogy egyszerűen csak azt akarta, hogy büszke legyen rá, és aggódott, hogy eltávolodnak egymástól. Rodrick elmondja Gregnek, hogy igenis törődik vele, és hogy továbbra is együtt fognak lógni. Greg a szülei kívánsága ellenére visszaadja Rodricknak a dobos pozícióját, és visszatér a Löded Diperbe. Frank és Susan meghosszabbítják Greg büntetését, de Greg azt mondja, hogy megérte, majd nagyapa megdicséri Franket, amiért két jó testvért nevelt, miközben Susan izgatottan táncol a zenekar dalára. Rowley bűvészmutatványa végül megnyeri a versenyt, míg a Löded Diper Susannak köszönhetően szélesebb közönségre tesz szert. A nézeteltéréseik ellenére Greg és Rodrick kapcsolata javul.

## Szereplők
| Szereplő         | Eredeti hang            | Magyar hang           | Leírás                                            |
| ---------------- | ----------------------- | --------------------- | ------------------------------------------------- |
| Rodrick Heffley  | Hunter Dillon           | Tóth Márk             | Greg agresszív bátyja.                            |
| Greg Heffley     | Brady Noon              | Vida Bálint           | Hetedikes, aki arra vágyik, hogy népszerű legyen. |
| Rowley Jefferson | Ethan William Childress | Papp-Horváth Levente  | Greg gyerekes legjobb barátja.                    |
| Frank Heffley    | Chris Diamantopoulos    | Welker Gábor          | Greg apja.                                        |
| Susan Heffley    | Erica Cerra             | Peller Anna           | Greg anyja.                                       |
| Manny Heffley    | Gracen Newton           | Holló-Zsadányi Norman | Greg bajkeverő öccse.                             |
| Heffley nagypapa | Ed Asner                | Forgács Gábor         | Frank apja, Greg, Rodrick és Manny nagyapja.      |
| Mackie           | Nathan Arenas           | Maszlag Bálint        | Rowley bandájnak tagjai.                          |
| Bill Walter      | Jimmy Tatro             | Ember Márk            | Rowley bandájnak tagjai.                          |
| Drew             | Albert Tsai             | Kretz Boldizsár       | Basszusgitáros Rodrick bandájában.                |

### Magyar változat
- Magyar szöveg: Kovács Réka Kinga
- Dalszöveg: Kálmán Tamás Káté
- Hangmérnők: Gábor Dániel
- Vágó: Sári-Szemerédi Gabriella, Simkó Ferenc
- Gyártásvezető: Gelencsér Adrienne
- Szinkronrendező: Majoros Eszter
- Zenei rendező: Molnár Gábor
- Produkciós vezető: Kónya Andrea

A szinkront a Mafilm Audio Kft. készítette.

## A film készítése
2021. október 23-án Jeff Kinney elárulta, hogy már készülnek a Egy ropi naplója folytatásai. 2021. október 23-án a Disney+ Day Kinney elárulta az első folytatást, amely a Rodrick a király 
alapján készül. 2022 októberére bejelentették, hogy Luke Cormican lesz a film rendezője.